# Serres (Aude)
Serres település Franciaországban, Aude megyében. Lakosainak száma 88 fő (2022. január 1.). Serres Cassaignes, Peyrolles és Rennes-les-Bains községekkel határos.

## Népesség
A település népessége az elmúlt években az alábbi módon változott:
| Lakosok száma | 62   | 41   | 55   | 50   | 55   | 65   | 65   | 76   | 81   | 88   |
|               | 1968 | 1982 | 1990 | 2006 | 2013 | 2015 | 2017 | 2019 | 2020 | 2022 |